# Podocarpus steyermarkii
Podocarpus steyermarkii — вид хвойних рослин родини подокарпових.

## Поширення, екологія
Країни поширення: Гаяна; Венесуела. Рідкісний вид, що росте в тропічному лісі на верхніх схилах і вершинах від 1850 м до 2430 м над рівнем моря. Субстратом є кислий торф або торф'яний лісовий ґрунт над пісковиками. Рівень опадів дуже високий, і там часті, тривалі тумани.

## Використання
Використання не зафіксовано для цього виду і він не відомий у вирощуванні.

## Загрози та охорона
Серйозних загроз нема. Цей вид зустрічається в кількох природоохоронних територіях.